# جوجل كود إن
جوجل كود إن (بالإنجليزية: Google Code-in (GCI))‏ هي مسابقة برمجة سنوية دولية تستضيفها Google LLC، سمحت لطلاب ما قبل الجامعة بإكمال المهام المحددة من قِبَل العديد من المنظمات الشريكة مفتوحة المصدر. كانت المسابقة في الأصل عبارة عن مسابقة المشاركة المفتوحة للغاية من جوجل، ولكن في عام 2010، تم تعديل التنسيق إلى حالته الحالية. فاز الطلاب الذين أكملوا المهام بشهادات وقمصان. اختارت كل منظمة أيضًا اثنين من الفائزين بالجائزة الكبرى الذين سيحصلون على رحلة مجانية إلى مقر جوجل الرئيسي الواقع في ماونتن فيو، كاليفورنيا. في عام 2020، أعلنت جوجل عن إلغاء المسابقة.

## وصلات خارجية
- الموقع الرسمي